# Benetton B193
A Benetton B193 egy Formula–1-es versenyautó, amelyet a Benetton tervezett az 1993-as Formula–1 világbajnokságra. Pilótái Michael Schumacher és Riccardo Patrese voltak.

## Áttekintés
Elődjéhez képest bő 15 centiméterrel keskenyebb lett, köszönhetően a szabályváltozásoknak, de külsőre abban is különbözött tőle, hogy az európai nagydíjtól bargeboardokat is felszereltek. A hűtőrácsoknál az oldaldoboz alávágása kevésbé erőteljes lett, az orrot megemelték, a hátsó rész pedig hosszabb és laposabb lett, hogy a hátsó felfüggesztés több tiszta levegőt kapjon. A hátsó szárny végelemét is átalakították, a pereme immár egyenes lett és nem enyhén görbe. A szezon végén a nagy leszorítóerőt igénylő pályákon ez kiegészült egy plusz elemmel. Hasonlóan a hátsó szárnyhoz, az első szárny első eleme is egyenes lett, az orr előtti lemezelem viszont íveltebb.
Egy exkluzív szerződés keretein belül a csapat a Ford legjobb motorjait használhatta. A Ford-Cosworth HBA elnevezésű erőforrások voltak annyira jók, hogy Schumacher felvehette a harcot a szintén Ford-motoros, de gyengébb változatot használó McLarenekkel, sőt még alkalmanként a legerősebb Williamsekkel is. Schumacher rendszeresen felkerült a dobogóra, és még Ayrton Sennát is legyőzte az időmérő edzések felén. A szezon második felére a McLaren is jobb specifikációjú motorokat kapott, így valamelyest kiegyenlítődtek az erőviszonyok.
A B193-asba beépítették a korszak technológiájának csúcstermékeit: az aktív felfüggesztést, félautomata váltót, és kipörgésgátlót.
A szezon közben felkerült újításokkal rendelkező autó lett a B193B, de készült egy B193C típus is. Ez egy tesztautó volt, amelynek mind a négy kerekét lehetett kormányozni. Schumachernek tetszett, amit tapasztalt, Patrese szerint azonban nem sok különbség volt észlelhető. Japánban és Ausztráliában Schumacher vezethette is volna, de egyik versenyen sem vett részt vele, és mivel 1994-re a legtöbb vezetői segédletet betiltották, nem is volt értelme továbbfejleszteni.
Ebben az idényben volt utoljára a csapatnak a főszponzora a Camel cigaretta, az ikonikus zöld-sárga festésüket a következő évtől a Mild Seven kék-fehérje váltotta. Ahol be voltak tiltva a dohányreklámok, ott nem használták a Camel feliratot.

## Eredmények
(Táblázat értelmezése)

(Félkövér: pole-pozícióból indult; dőlt: leggyorsabb kört futott) 

| Év   | Csapat              | Kasztni | Motor            | Gumik | Pilóták            | 1   | 2   | 3   | 4   | 5   | 6   | 7   | 8   | 9   | 10  | 11  | 12  | 13  | 14  | 15  | 16  | Pontok. | Helyezés |
| ---- | ------------------- | ------- | ---------------- | ----- | ------------------ | --- | --- | --- | --- | --- | --- | --- | --- | --- | --- | --- | --- | --- | --- | --- | --- | ------- | -------- |
| 1993 | Camel Benetton Ford |         | Ford HBA7 / HBA8 | G     |                    | RSA | BRA | EUR | SMR | ESP | MON | CAN | FRA | GBR | GER | HUN | BEL | ITA | POR | JPN | AUS | 72      | 3.       |
| 1993 | Camel Benetton Ford | B193A   | Ford HBA7 / HBA8 | G     | Michael Schumacher | KI  | 3   |     |     |     |     |     |     |     |     |     |     |     |     |     |     | 72      | 3.       |
| 1993 | Camel Benetton Ford | B193B   | Ford HBA7 / HBA8 | G     | Michael Schumacher |     |     | KI  | 3   | 3   | KI  | 2   | 3   | 2   | 2   | KI  | 2   | KI  | 1   | KI  | KI  | 72      | 3.       |
| 1993 | Camel Benetton Ford | B193A   | Ford HBA7 / HBA8 | G     | Riccardo Patrese   | KI  | KI  |     |     |     |     |     |     |     |     |     |     |     |     |     |     | 72      | 3.       |
| 1993 | Camel Benetton Ford | B193B   | Ford HBA7 / HBA8 | G     | Riccardo Patrese   |     |     | 5   | KI  | 4   | KI  | KI  | 10  | 3   | 5   | 2   | 6   | 5   | 16  | KI  | 8   | 72      | 3.       |